# Republikken Basjkortostan
Republikken Basjkortostan (også kendt som Basjkirien; russisk: Респу́блика Башкортоста́н, tr. Respúblika Basjkortostán; basjkirsk: Башҡортостан Республикаһы, tr. Başqortostan Respublikahı) er en af 21 autonome republikker i den russiske føderation. Republikken har et areal på 142.947 km² og 4.042.377 (2025) indbyggere. Republikkens hovedstad, Ufa, der med 1.144.809 (2021) indbyggere er Ruslands 11. største by. Andre større byer i republikken er Sterlitamak, der har 277.410 (2021) indbyggere, Salavat med 277.410 (2021) indbyggere og Neftekamsk med 133.874 (2025) indbyggere

## Geografi
Republikken Basjkortostan ligger i den sydlige del af Uralbjergene i Volgas føderale distrikt. Republikken grænser op til Perm kraj og Sverdlovsk oblast mod øst, til Tjeljabinsk oblast mod syd, til Orenburg oblast mod vest, til Republikken Tatarstan og til Republikken Udmurtien mod nordvest.

### Naturressourcer
Republikken Basjkortostan er et af de rigeste mineralområder i Rusland med mere end 3000 mineralressourcer. Basjkortostan er rig på råoliereserver, og er et af de vigtigste centre for olieudvinding i Den Russiske Føderation. Andre større ressourcer er naturgas, kul, jernholdige metalmalme, mangan, krom, jernmalm, ikke-jernholdige malm (bly, wolfram), ikke-metalliske malm (bjergkrystal, fluorit, Islandsk dobbeltspat, sulfid, pyrit, baryt, silikater, siliciumdioxid, asbest, fedtsten), aflejringer af ædelsten og natursten (malakit, jade, granit).

## Demografi
De absolut største befolkningsgrupper i republikken er russere (1.432.906; 36,1%), basjkirere (1.172.287; 29,5%) og tatarer (1.009.295; 25,4%).
| Demografisk sammensætning af Republikken Basjkortostan. | Demografisk sammensætning af Republikken Basjkortostan. | Demografisk sammensætning af Republikken Basjkortostan. | Demografisk sammensætning af Republikken Basjkortostan. | Demografisk sammensætning af Republikken Basjkortostan. | Demografisk sammensætning af Republikken Basjkortostan. | Demografisk sammensætning af Republikken Basjkortostan. | Demografisk sammensætning af Republikken Basjkortostan. | Demografisk sammensætning af Republikken Basjkortostan. | Demografisk sammensætning af Republikken Basjkortostan. | Demografisk sammensætning af Republikken Basjkortostan. | Demografisk sammensætning af Republikken Basjkortostan. | Demografisk sammensætning af Republikken Basjkortostan. | Demografisk sammensætning af Republikken Basjkortostan. | Demografisk sammensætning af Republikken Basjkortostan. | Demografisk sammensætning af Republikken Basjkortostan. | Demografisk sammensætning af Republikken Basjkortostan. |
| Befolkningsgruppe | FT 1926                                                 | FT 1926                                                 | FT 1939                                                 | FT 1939                                                 | FT 1959                                                 | FT 1959                                                 | FT 1970                                                 | FT 1970                                                 | FT 1979                                                 | FT 1979                                                 | FT 1989                                                 | FT 1989                                                 | FT 2002                                                 | FT 2002                                                 | FT 2010 2                                               | FT 2010 2                                               |
| Befolkningsgruppe | Antal                                                   | %                                                       | Antal                                                   | %                                                       | Antal                                                   | %                                                       | Antal                                                   | %                                                       | Antal                                                   | %                                                       | Antal                                                   | %                                                       | Antal                                                   | %                                                       | Antal                                                   | %                                                       |
| --- | ------------------------------------------------------- | ------------------------------------------------------- | ------------------------------------------------------- | ------------------------------------------------------- | ------------------------------------------------------- | ------------------------------------------------------- | ------------------------------------------------------- | ------------------------------------------------------- | ------------------------------------------------------- | ------------------------------------------------------- | ------------------------------------------------------- | ------------------------------------------------------- | ------------------------------------------------------- | ------------------------------------------------------- | ------------------------------------------------------- | ------------------------------------------------------- |
| Basjkirere | 625.845                                                 | 23,5 %                                                  | 671.188                                                 | 21,2 %                                                  | 737.711                                                 | 22,1 %                                                  | 892.248                                                 | 23,4 %                                                  | 935.880                                                 | 24,3 %                                                  | 863.808                                                 | 21,9 %                                                  | 1.221.302                                               | 29,8 %                                                  | 1.172.287                                               | 29,5 %                                                  |
| Russere | 1.064.707                                               | 39,9 %                                                  | 1.281.347                                               | 40,6 %                                                  | 1.418.147                                               | 42,4 %                                                  | 1.546.304                                               | 40,5 %                                                  | 1.547.893                                               | 40,3 %                                                  | 1.548.291                                               | 39,3 %                                                  | 1.490.715                                               | 36,3 %                                                  | 1.432.906                                               | 36,1 %                                                  |
| Tatarer | 621.1581                                                | 23,3 %                                                  | 777.230                                                 | 24,6 %                                                  | 768.566                                                 | 23,0 %                                                  | 944.505                                                 | 24,7 %                                                  | 940.436                                                 | 24,5 %                                                  | 1.120.702                                               | 28,4 %                                                  | 990.702                                                 | 24,1 %                                                  | 1.009.295                                               | 25,4 %                                                  |
| Tjuvasjere | 84.886                                                  | 3,2 %                                                   | 106.892                                                 | 3,4 %                                                   | 109.970                                                 | 3,3 %                                                   | 126.638                                                 | 3,3 %                                                   | 122.344                                                 | 3,2 %                                                   | 118.509                                                 | 3,0 %                                                   | 117.317                                                 | 2,9 %                                                   | 107.450                                                 | 2,7 %                                                   |
| Mariere | 79.298                                                  | 3,0 %                                                   | 90.163                                                  | 2,9 %                                                   | 93.902                                                  | 2,8 %                                                   | 109.638                                                 | 2,9 %                                                   | 106.793                                                 | 2,8 %                                                   | 105.768                                                 | 2,7 %                                                   | 105.829                                                 | 2,6 %                                                   | 103.658                                                 | 2,6 %                                                   |
| Ukrainere | 76.710                                                  | 2,9 %                                                   | 92.289                                                  | 3,1 %                                                   | 83.594                                                  | 2,5 %                                                   | 76.005                                                  | 2,0 %                                                   | 75.571                                                  | 2,0 %                                                   | 74.990                                                  | 1,9 %                                                   | 55.249                                                  | 1,3 %                                                   | 39.875                                                  | 1,0 %                                                   |
| Udmurtere | 23.256                                                  | 0,9 %                                                   | 25.103                                                  | 0,8 %                                                   | 25.388                                                  | 0,8 %                                                   | 27.918                                                  | 0,7 %                                                   | 25.906                                                  | 0,7 %                                                   | 23.696                                                  | 0,6 %                                                   | 22.625                                                  | 0,6 %                                                   | 21.477                                                  | 0,5 %                                                   |
| Mordvinere | 49.813                                                  | 1,9 %                                                   | 57.826                                                  | 1,8 %                                                   | 43.582                                                  | 1,3 %                                                   | 40.745                                                  | 1,1 %                                                   | 35.900                                                  | 0,9 %                                                   | 31.923                                                  | 0,8 %                                                   | 26.020                                                  | 0,6 %                                                   | 20.300                                                  | 0,5 %                                                   |
| Hviderussere | 18.281                                                  | 0,7 %                                                   | 23.761                                                  | 0,8 %                                                   | 20.792                                                  | 0,6 %                                                   | 17.985                                                  | 0,5 %                                                   | 17.393                                                  | 0,5 %                                                   | 17.038                                                  | 0,4 %                                                   | 17.117                                                  | 0,4 %                                                   | 11.680                                                  | 0,3 %                                                   |
| Tyskere | 6.448                                                   | 0,2 %                                                   | 6.030                                                   | 0,2 %                                                   | 12.817                                                  | 0,4 %                                                   | 12.104                                                  | 0,3 %                                                   | 11.316                                                  | 0,3 %                                                   | 11.023                                                  | 0,3 %                                                   | 8.250                                                   | 0,2 %                                                   | 5.909                                                   | 0,1 %                                                   |
| Andre | 15.434                                                  | 0,6 %                                                   | 27.140                                                  | 0,9 %                                                   | 27.140                                                  | 0,8 %                                                   | 23.985                                                  | 0,6 %                                                   | 24.848                                                  | 0,6 %                                                   | 27.365                                                  | 0,7 %                                                   | 49.210                                                  | 1,2 %                                                   | 147.455                                                 | 3,6 %                                                   |
| Indbyggere | 2.665.836                                               | 100 %                                                   | 3.158.969                                               | 100 %                                                   | 3.341.609                                               | 100 %                                                   | 3.818.075                                               | 100 %                                                   | 3.844.280                                               | 100 %                                                   | 3.943.113                                               | 100 %                                                   | 4.104.336                                               | 100 %                                                   | 4.072.292                                               | 100 %                                                   |
| 1 461.871 tatarer, 135.960 mishärere, 23.290 tiptärere og 37 keräsjer 2 97.572 personer kunne ikke henføres til nogen bestemt befolkningsgruppe. Disse personer formodes at have fordelt sig proportionalt på de registrerede befolkningsgrupper. |                                                         |                                                         |                                                         |                                                         |                                                         |                                                         |                                                         |                                                         |                                                         |                                                         |                                                         |                                                         |                                                         |                                                         |                                                         |                                                         |

- Etnisk fordeling i Basjkortostan ifølge folketællingen 2002
- Russere
- Basjkirere
- Tatarer
- Mariere
- Tjuvasjere

### Sprog
Det administrative sprog er russisk og basjkirsk.